# Isla Fraser
La isla Fraser, desde 2023 oficialmente K'Gari en el idioma batjala, es la isla de arena más grande del mundo con 1630 km². Fue inscrita como Patrimonio de la Humanidad por la Unesco en el año 1992. Está bajo la administración tanto de la ciudad de Maryborough como de la ciudad de Hervey Bay City Council.

## Historia
El primer nombre de la isla fue K'gari que significa Paraíso en la lengua de los aborígenes.
El explorador británico James Cook descubrió la isla el 29 de mayo de 1770. La contorneó por la parte este, suponiendo que se trataba sólo de un promontorio. Dio nombres a las zonas de ribera que fue explorando. Indian Head, es un acantilado al noreste de la isla. Le dio este nombre porque allí se reunieron los aborígenes a su llegada. Sandy Cape forma la punta de la isla. Hoy día hay allí un faro que avisa a los barcos de que las aguas son peligrosas.
En la noche del 22 de mayo de 1836 el barco Stirling Castle naufragó en la Gran Barrera de Coral, a unos cientos de kilómetros al norte de la isla Fraser. A bordo iban dieciocho personas, entre ellas el Capitán James Fraser y su esposa Elizabeth.
Botaron una barca de rescate para la tripulación, y el capitán y su esposa tomaron otro bote de rescate que fue remolcado por la tripulación.
Según las historias de Elizabeth Fraser, los náufragos desembarcaron cerca de Waddy Point, donde fueron en busca de agua dulce. Todos ellos fueron capturados por aborígenes que supuestamente les mantuvieron en cautividad durante varias semanas. Los aborígenes también les obligaron a trabajar para ellos. El capitán Fraser cayó enfermo y era incapaz de trabajar, fue herido por una lanza y sucumbió a sus heridas ocho o nueve días más tarde. Pero según otro superviviente el capitán murió de muerte natural. También se dice que los aborígenes habrían rescatado a la tripulación.
Elizabeth Fraser sobrevivió y fue, junto con otros supervivientes, rescatada por una patrulla de socorro que llegó de Brisbane. Pudo retornar a Inglaterra en 1837, y gracias a su talento como narradora, su relato se vendió en todas las librerías de Londres. Los sufrimientos del capitán Fraser y su esposa Elizabeth se convirtieron en legendarios y dieron nombre a la isla. Su historia también inspiró la novela del famoso escritor australiano Patrick White: Un cinturón de hojas. Sin embargo, estas historias han encontrado gran hostilidad entre los aborígenes de toda Australia. Elizabeth Fraser murió más tarde en Melbourne, atropellada por una carroza.
Los habitantes de los alrededores comenzaron a visitar la isla en los años 1870. Pero el turismo no se desarrolló en la isla Fraser hasta 1930 con la organización de la primera central comercial de los operadores turísticos y la organización de las primeras visitas. El turismo fue creciendo a lo largo del siglo XX. En 1970, la isla llegó a ser un destino importante de la costa de Queensland. En 1992, la isla pasó a formar parte del parque nacional Gran Arenosa. Desde 1976, los bosques fueron declaradas propiedad del Estado.
En los años 1950, las autoridades australianas pusieron en marcha un plan para transferir la población de Nauru, isla superpoblada y muy afectada por la extracción de fosfatos, en primer lugar a la isla Fraser y luego a la isla Curtis. Este proyecto no prosperó y finalmente fue desestimado en 1964 a causa de la negativa de Australia a la independencia de los habitantes Nauru que tendrían que contentarse con una autonomía en la Commonwealth de Australia.
Hoy en día, el desarrollo del turismo, conservando el encanto y la biodiversidad de la isla se ha convertido en el reto de las autoridades. En la isla, los turistas son conscientes de la fragilidad de un ecosistema único. El mantenimiento de esta atracción depende de su conformidad con las normas básicas tales como la prohibición de alimentar a los dingos. La cohabitación de hombres y dingos está, en efecto, sujeta a una considerable controversia. El 30 de abril de 2001, un niño de nueve años de edad, fue atacado y muerto por dingos en la isla de Fraser. Se trataba del primer caso de un ataque fatal a un ser humano de más de un año por los dingos en Australia. 31 dingos acostumbrados a frecuentar las zonas turísticas fueron sacrificados. Algunos hablaron de sacrificar a todos, incluso aunque los dingos están en la lista de especies en peligro de extinción. El mensaje que se da a los turistas es el siguiente: si se quiere que la isla Fraser permanezca abierta al público, debemos ser conscientes de que nuestra presencia debe ser lo menos visibles y lo menos perjudicial posible.

## Geografía

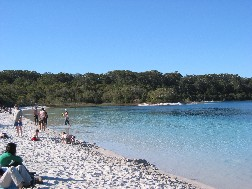
La playa en el Lago McKenzie

La isla Fraser está situada frente a la costa este de Australia cerca de Maryborough, 200 km al norte de Brisbane en Queensland. La isla es parte del parque nacional Gran Arenosa. 
Se puede llegar a ella por transbordador, y solo los vehículos todo terreno son capaces de desplazarse por las pistas de arena y las playas de la isla. Hay multitud de camping disponibles con vistas al océano Pacífico y a las rutas migratorias de las ballenas. También hay en la isla áreas protegidas. 
La isla representa la mitad de los de lagos dunares de agua dulce del mundo, en número de 40. Estos lagos se forman cuando la vegetación que crece en una depresión de la duna crea una reserva de agua de lluvia. Existen otros tipos de lagos de la isla. Lagos de tipo «presa» se forman cuando una duna móvil bloquea el paso de un curso de agua. Lagos de tipo «ventana» aparecen cuando una depresión en las dunas hace surgir las aguas subterráneas. 
El lago más popular es probablemente el lago McKenzie que se encuentra cerca de la ciudad de Eurong en el sur de la isla. La playa es de un blanco brillante y el agua tiene una perfecta claridad. El lago Wabby también es muy popular, pero es más profundo, la temperatura del agua es mucho más fresca. El lago Allom, rodeado de melaleucas y juncos, está rodeado por la selva tropical, y también se pueden ver allí tortugas de agua dulce. 
El río más importante es el Eli Creek en la costa oriental de la isla. Esta es otra zona de baño muy popular y existe un camino por el bosque que se introduce en la selva tropical de la isla. 
La isla tiene muchos otros sitios naturales de excepcional belleza. el lago Boomanjin y el lago Birrabeen son otros hermosos lagos. También hay otros ríos, como el Wanggolba Creek, cuya agua es tan clara que podemos ver perfectamente el fondo de arena blanca.
En octubre del 2006 el aventurero belga Louis-Philippe Loncke atravesó sin reabastecimiento la isla Fraser.

## Fauna y flora

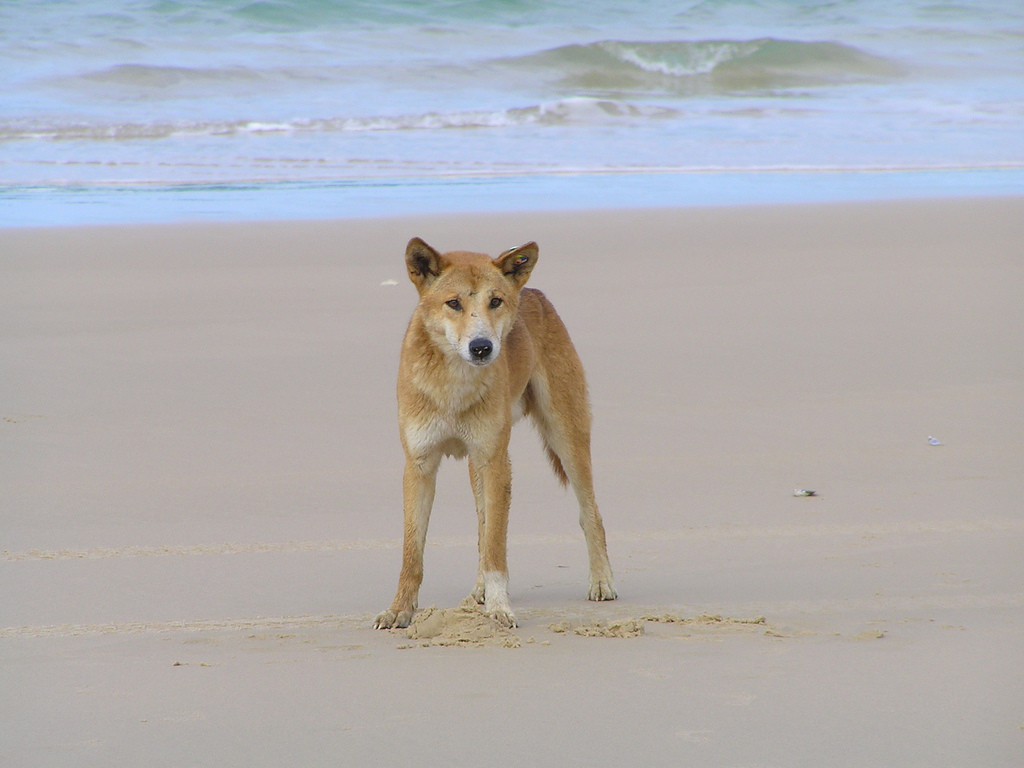
Dingo en una playa de la isla Fraser

230 especies de aves y 25 especies de mamíferos viven en la isla. Los dingos son bastante comunes. Estos están entre los últimos dingos de raza pura de Australia y es por eso que, para evitar el cruce de los perros, no están permitidos en la isla. También se pidió a los turistas que no alimentasen a los dingos para mantener su comportamiento salvaje y que no se acostumbren a estar cerca de los seres humanos. 
La isla también alberga un flora única. La mayor parte del territorio está cubierto de pasto, arbustos, de eucaliptos y acacias. También hay palmas, inmensos kauris y helechos prehistóricos que forman la peculiaridad de la vegetación. El bosque tropical de la isla es también el único en el mundo que crecen sobre arena.
A causa del viento dominante del sureste, se forman grandes dunas de arena en la isla, moviéndose a una velocidad de uno a dos metros por año y cubriendo todo a su paso. La erosión eólica arrastra
la arena de las dunas hasta territorios bastante lejanos, a veces hasta el estado de Nueva Gales del Sur.

## Primeros habitantes
Para los aborígenes, la llegada de colonos europeos fue un auténtico desastre. No se encuentra ninguno hoy día. Los primeros habitantes de la Isla Fraser fueron el pueblo Butchulla. Investigación arqueológicas han demostrado que vivieron allí desde hacía más de 5000 años, pero nuevas investigaciones podrían hacer remontarse la ocupación de la isla a tiempos más antiguos todavía. Hoy en día, las trampas para los peces, los restos de fogatas, las huellas dejadas en los troncos de árboles o los residuos (principalmente de conchas) son testimonio de la presencia de estos primeros habitantes.
A la llegada de los europeos, este pueblo vivía sobre todo en el continente próximo, un pequeño grupo de 400 a 600 personas vivía permanentemente en la isla. En invierno, los aborígenes se reunían en la isla Fraser para celebrar y aprovecharse de la abundancia de alimentos que proporcionaba el océano en esta temporada. La población de la isla aumentaba a 2.000 o 3.000 personas. Los aborígenes utilizan canoas, fabricadas a partir de una larga pieza de corteza, sellada en cada extremo con cera de abejas.
Las canoas eran también utilizados para la pesca. Aborígenes pescaban con lanzas de madera o recurrían al uso de trampas para el pescado en la marea baja. Así, los aborígenes, extraían del océano una dieta variada: conchas, dugongos, tortugas anguilas, aves acuáticas, huevos,...
Los aborígenes también cazaban en la isla. No conocían el metal, tallaban sus cuchillos en piedra. También tenían algunas hachas para cazar animales en la isla, incluyendo las zarigüeyas.

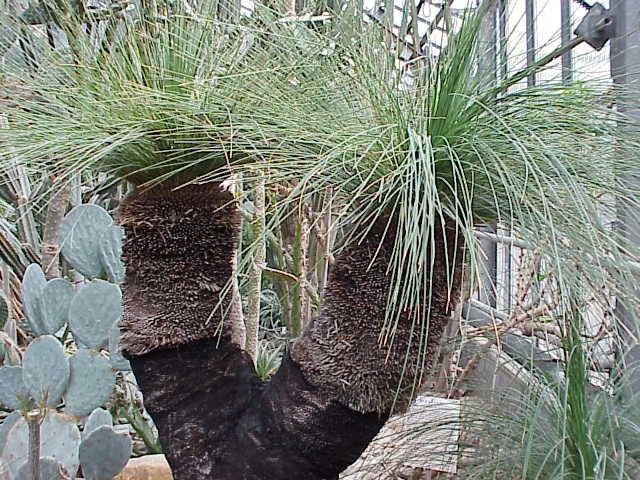
La xanthorrhoea era la base de la alimentación del pueblo Butchulla

Los aborígenes también comían patatas silvestres y otras raíces que cosechaban las mujeres. Las Grass Tree o xanthorrhoea, era la base de la alimentación Butchulla. Utilizaban la parte de abajo que las hojas que son similares a la del repollo. Las hojas se comían crudas, cocidas y asadas con frutas. Los aborígenes conocían perfectamente la flora local. Los frutos de la pandanus, no comestibles, eran colocados en una bolsa que los aborígenes introducían en agua para extraer las sustancias tóxicas. También utilizaban las hojas para hacer cestas. En el bosque, conseguían también bayas, recolectaban el néctar de la banskia. Las mujeres fabricaban la harina machacando las raíces de los helechos bungwall.
También se practicaba el canibalismo, pero no se asesinaba a nadie deliberadamente para ser consumido. Eran hombres que morían en combate o niños que murieron en la infancia. Los huesos de los muertos eran secados y colocados en una bolsa en el hueco de un árbol llamado árbol funerario.
Los aborígenes vivían en refugios cuyo techo estaba hecho de tiras largas de corteza de unos dos a tres metros. En invierno, las pieles de las zarigüeyas y un fuego encendido en la choza servían para calentarse.
Un hombre no podía casarse con una mujer del mismo clan y sus hijos pertenecían al clan de la madre.
La disminución de los aborígenes comenzó abruptamente en el año 1860 con la llegada de los madereros y las tripulaciones de la marina mercante que trajeron con ellos las enfermedades, el alcohol y el opio. En 1904, la isla tenía sólo 150 habitantes que fueron deportados a las reservas del continente.